# Liste des députés de Tarn-et-Garonne
 (mai 2025).
Cet article liste les députés du Tarn-et-Garonne depuis Corps législatif de 1800.

## VeRépublique

### XVIIelégislature(depuis 2024)
| Circonscription          | Député           | Parti | Parti | Autres mandats                     | Suppléant(e)           |
| ------------------------ | ---------------- | ----- | ----- | ---------------------------------- | ---------------------- |
| Première circonscription | Brigitte Barèges |       | RAD   | Maire de Montauban (jusqu'en 2024) | Pierre-Henri Carbonnel |
| Deuxième circonscription | Marine Hamelet   |       | RN    |                                    | Romain Lopez           |

### XVIelégislature(2022-2024)
| Circonscription          | Député          | Parti | Parti | Autres mandats                                                                         | Suppléant(e)    |
| ------------------------ | --------------- | ----- | ----- | -------------------------------------------------------------------------------------- | --------------- |
| Première circonscription | Valérie Rabault |       | PS    | Conseillère municipale de Piquecos Conseillère départementale du canton d'Aveyron-Lère | Morgan Tellier  |
| Deuxième circonscription | Marine Hamelet  |       | RN    |                                                                                        | Stéphanie Gayet |

### XVelégislature(2017-2022)
| Circonscription          | Député          | Parti | Parti                     | Autres mandats                                                                                       | Suppléant(e)      |
| ------------------------ | --------------- | ----- | ------------------------- | --- | ----------------- |
| Première circonscription | Valérie Rabault |       | PS                        | Conseillère municipale de Montauban (jusqu'en 2020) Conseillère municipale de Piquecos (depuis 2020) | Gérard Craïs      |
| Deuxième circonscription | Sylvia Pinel    |       | PRG (MRSL de 2017 à 2019) | Conseillère régionale d'Occitanie                                                                    | Jean-Luc Deprince |

### XIVe législature(2012-2017)
| Circonscription                             | Député          | Parti | Parti | Autres mandats                      | Suppléant(e)     |
| ------------------------------------------- | --------------- | ----- | ----- | ----------------------------------- | ---------------- |
| Première circonscription de Tarn-et-Garonne | Valérie Rabault |       | PS    | Conseillère municipale de Montauban | Roland Garrigues |
| Deuxième circonscription de Tarn-et-Garonne | Sylvia Pinel    |       | PRG   | Ministre de 2012 à 2016             | Jacques Moignard |

#### Remplacements
| Circonscription          | Dates                          | Député           | Parti | Parti | En remplacement de | Autres mandats   |
| ------------------------ | ------------------------------ | ---------------- | ----- | ----- | ------------------ | ---------------- |
| Deuxième circonscription | 22 juillet 2012 – 11 mars 2016 | Jacques Moignard |       | PS    | Sylvia Pinel       | Maire de Montech |

### XIIIe législature(2007-2012)
| Circonscription                             | Député           | Parti | Parti | Autres mandats     | Suppléant(e)     |
| ------------------------------------------- | ---------------- | ----- | ----- | ------------------ | ---------------- |
| Première circonscription de Tarn-et-Garonne | Brigitte Barèges |       | UMP   | Maire de Montauban | Alain Gabach     |
| Deuxième circonscription de Tarn-et-Garonne | Sylvia Pinel     |       | PRG   |                    | Jacques Moignard |

### XIIeLégislature (2002-2007)
| Circonscription     | Identité         | Parti | Autres mandats | Suppléant(e)  |
| ------------------- | ---------------- | ----- | -------------- | ------------- |
| 1re circonscription | Brigitte Barèges | UMP   |                | Alain Gabach  |
| 2e circonscription  | Jacques Briat    | UMP   |                | Gilles Bénech |

### XIeLégislature (1997-2002)
| Circonscription     | Identité         | Parti | Autres mandats | Suppléant(e)           |
| ------------------- | ---------------- | ----- | -------------- | ---------------------- |
| 1re circonscription | Roland Garrigues | PS    |                | Raymond Massip (PRG)   |
| 2e circonscription  | Jean-Paul Nunzi  | PS    |                | Jacques Bousquet (PRG) |

### Xelégislature(1993-1997)
| Circonscription     | Identité         | Parti | Autres mandats | Suppléant(e)          |
| ------------------- | ---------------- | ----- | -------------- | --------------------- |
| 1re circonscription | Jean-Pierre Cave | UDF   |                | Jan-Paul Albert       |
| 2e circonscription  | Jacques Briat    | UDF   |                | Josette Vernhes (RPR) |

### IXelégislature(1988-1993)
| Circonscription     | Identité           | Parti | Autres mandats | Suppléant(e)         |
| ------------------- | ------------------ | ----- | -------------- | -------------------- |
| 1re circonscription | Hubert Gouze       | PS    |                | Raymond Massip (PRG) |
| 2e circonscription  | Jean-Michel Baylet | PRG   |                | Jean-Paul Nunzi (PS) |

### VIIIelégislature(1986-1988)
Scrutin de listes.
| Circonscription | Identité      | Parti | Autres mandats |
| --------------- | ------------- | ----- | -------------- |
| Tarn-et-Garonne | Hubert Gouze  | PS    |                |
| Tarn-et-Garonne | Jean Bonhomme | RPR   |                |

### VIIelégislature(1981-1986)
| Circonscription     | Identité           | Parti | Autres mandats | Suppléant(e)      |
| ------------------- | ------------------ | ----- | -------------- | ----------------- |
| 1re circonscription | Hubert Gouze       | PS    |                | Georges Saubestre |
| 2e circonscription  | Jean-Michel Baylet | PRG   |                | Pierre Larroque   |

### VIelégislature(1978-1981)
| Circonscription     | Identité           | Parti | Autres mandats | Suppléant(e)    |
| ------------------- | ------------------ | ----- | -------------- | --------------- |
| 1re circonscription | Jean Bonhomme      | RPR   |                | José Conquet    |
| 2e circonscription  | Jean-Michel Baylet | PRG   |                | Pierre Larroque |

### Velégislature(1973-1978)
| Circonscription     | Identité      | Parti | Autres mandats | Suppléant(e)          |
| ------------------- | ------------- | ----- | -------------- | --------------------- |
| 1re circonscription | Jean Bonhomme | RPR   |                | Joseph Conquet        |
| 2e circonscription  | Antonin Ver   | MRG   |                | Henri Fontagnère (PS) |

### IVelégislature(1968-1973)
| Circonscription     | Identité      | Parti        | Autres mandats | Suppléant(e)             |
| ------------------- | ------------- | ------------ | -------------- | ------------------------ |
| 1re circonscription | Jean Bonhomme | UDR          |                | Jean Loyer               |
| 2e circonscription  | Antonin Ver   | FGDS-Radical |                | Célestin Miramont (SFIO) |

### IIIelégislature(1967-1968)
| Circonscription     | Identité          | Parti        | Autres mandats | Suppléant(e)             |
| ------------------- | ----------------- | ------------ | -------------- | ------------------------ |
| 1re circonscription | Louis-Jean Delmas | FGDS-SFIO    |                | Alfred Cabos             |
| 2e circonscription  | Antonin Ver       | FGDS-Radical |                | Célestin Miramont (SFIO) |

### IIelégislature(1962-1967)
| Circonscription     | Identité          | Parti   | Autres mandats | Suppléant(e)             |
| ------------------- | ----------------- | ------- | -------------- | ------------------------ |
| 1re circonscription | Louis-Jean Delmas | SFIO    |                | Raymond Sabattier        |
| 2e circonscription  | Antonin Ver       | Radical |                | Célestin Miramont (SFIO) |

### Irelégislature(1958-1962)
| Circonscription     | Identité               | Parti | Autres mandats                                                         | Suppléant(e)      |
| ------------------- | ---------------------- | ----- | ---------------------------------------------------------------------- | ----------------- |
| 1re circonscription | Pierre de Sainte-Marie | UNR   | Maire de Saint-Loup, conseiller général du canton d'Auvillar           | Marcel Baconnet   |
| 2e circonscription  | Camille Bégué          | UNR   | Maire de Larrazet, conseiller général du canton de Beaumont-de-Lomagne | Némorin Roquefort |

## IVeRépublique

### Irelégislature(1946-1951)
- Pierre Juge
- Henri Lacaze
- Jean Baylet

### 2elégislature(1951-1955)
- Adrien Laplace
- Henri Lacaze
- Jean Baylet

### 3elégislature(1956-1958)
- Pierre Juge
- Henri Lacaze
- Jean Baylet

## Gouvernement provisoire

### Ireassemblée constituante(1945-1946)
- Pierre Juge
- Georges Brousse
- Jean Baylet

### IIeassemblée constituante(1946)
- Georges Brousse
- Henri Lacaze
- Jean Baylet

## IIIeRépublique

### Irelégislature (1876 - 1877)
- Joseph Lasserre
- Adrien Joseph Prax-Paris
- Pierre Chabrié
- Léon Pagès

### IIelégislature (1877 - 1881)
- Joseph Lachaud de Loqueyssie
- Étienne Trubert
- Joseph Lasserre
- Adrien Joseph Prax-Paris

### IIIelégislature (1881 - 1885)
- Joseph Lasserre
- Adrien Joseph Prax-Paris
- Pierre Chabrié
- Léon Pagès

### IVelégislature (1885 - 1889)
- Étienne Trubert
- Georges Brunel invalidé en 1885, remplacé par Joseph Lasserre
- Barthélemy Arnault
- Adrien Joseph Prax-Paris

### Velégislature (1889 - 1893)
- Castelsarrasin : Joseph Lasserre, Républicain, décédé en 1889, remplacé par Maurice Lasserre, Républicain
- Montauban-2 : Barthélemy Arnault, Conservateur, invalidé en 1889, remplacé par Hippolyte Cambe, Républicain
- Montauban-1 : Adrien Joseph Prax-Paris, Bonapartiste
- Moissac : Pierre Chabrié, Républicain

Source : journal Le Temps du 24 septembre et du 8 octobre 1889 sur Gallica,.

### VIelégislature (1893 - 1898)
- Castelsarrasin : Maurice Lasserre, Républicain
- Moissac : Adrien Chabrié (fils de Pierre Chabrié), Républicain
- Montauban : Adrien Joseph Prax-Paris, Conservateur

Source : journal Le Temps du 22 août et du 5 septembre 1893 sur Gallica,.

### VIIelégislature (1898 - 1902)
- Castelsarrasin : Maurice Lasserre,  Républicain
- Moissac : Adrien Chabrié, Républicain
- Montauban : Adrien Joseph Prax-Paris, Conservateur

Source : journal Le Temps du 10 mai et du 24 mai 1898 sur Gallica,.

### VIIIelégislature (1902 - 1906)
- Moissac : Adrien Chabrié, Radical, élu sénateur en 1903, remplacé par Pierre-Marc Arnal, Action libérale
- Montauban : Charles Capéran, Républicain (Gauche radicale), élu avec une seule voix de majorité sur le député sortant.
- Castelsarrasin : Urbain Sénac, Radical socialiste

Source : journal Le Temps du 29 avril et du 13 mai 1902 sur Gallica,.

### IXelégislature (1906 - 1910)
- Montauban : Charles Capéran, Gauche radicale
- Moissac : Jean-Baptiste Chaumeil, Gauche radicale
- Castelsarrasin : Urbain Sénac, Gauche radicale-socialiste

Sources : Journal Le Temps du 6 et du 22 mai 1906 sur Gallica - ,.

### Xelégislature (1910 - 1914)
- Montauban : Benjamin Bories, Républicain progressiste, décédé le 28 septembre 1912, remplacé par Adrien Constans, Action libérale, élu le 15 décembre 1912
- Castelsarrasin : Marc Frayssinet, Républicain socialiste
- Moissac : Paulin Dupuy, Gauche radicale

Sources : Journal Le Temps du 24 avril et du 8 mai 1910 sur Gallica - ,.

### XIelégislature (1914 - 1919)
- Montauban : Adrien Constans, Action libérale
- Castelsarrasin : Henri Pottevin, Radical socialiste
- Moissac : Paulin Dupuy, Gauche radicale

Sources : Journal Le Temps du 28 avril et du 12 mai 1914 sur Gallica - ,.

### XIIelégislature (1919 - 1924)
Les élections législatives de 1919 furent organisées au scrutin proportionnel de liste. Elles marquèrent au niveau national la victoire du "Bloc national" de centre-droit.
Liste républicaine d'union nationale
- Raymond Salers, Entente républicaine démocratique
- Auguste Puis, Entente républicaine démocratique
- Adrien Constans, Entente républicaine démocratique, conseiller général

Source : Barodet sur le site de l'Assemblée Nationale - https://bibnum.sciencespo.fr/s/catalogue/ark:/46513/sc16m2kz#?c=&m=&s=&cv=

### XIIIelégislature (1924 - 1928)
Les élections législatives de 1924 furent organisées au scrutin proportionnel de liste. Elles marquèrent au niveau national national la victoire du "Cartel des gauches".
Liste des candidats d'Union des Gauches
- Auguste Puis, Gauche radicale, élu sénateur en 1927, non remplacé
- Antoine Capgras, SFIO
- Roger Delthil, Parti radical et radical-socialiste, élu sénateur en 1927, non remplacé

Source : Barodet sur le site de l'Assemblée Nationale - https://bibnum.sciencespo.fr/s/catalogue/ark:/46513/sc16m1m0#?c=&m=&s=&cv=

### XIVelégislature (1928 - 1932)
Les élections législatives furent au scrutin d'arrondissement majoritaire à deux tours de 1928 à 1936.
- Moissac : Étienne Baron, Radical-socialiste
- Montauban : Adrien Constans, Union républicaine démocratique, décédé le 11 février 1932, non remplacé
- Castelsarrasin : Antoine Capgras, SFIO

Source : Élections législatives 22-29 avril 1928 de Georges Lachapelle - https://gallica.bnf.fr/ark:/12148/bpt6k320439r.texteImage#

### XVelégislature (1932 - 1936)
- Castelsarrasin : Ferdinand Augé, Radical-socialiste
- Montauban : Marcel Ulrich, Gauche radicale, décédé le 1er août 1933, remplacé par Albert Daille, Radical-socialiste, élu le 29 octobre 1933
- Moissac : Étienne Baron, Radical-socialiste

### XVIelégislature (1936 - 1940)
- Marcel Guerret
- Albert Daille
- Étienne Baron

## Assemblée nationale(1871-1876)
| Nom                                    | Département     | Date d'élection complémentaireRaison | Date de fin de mandat anticipéeRaison | Étiquette/Parti   |
| -------------------------------------- | --------------- | ------------------------------------ | ------------------------------------- | ----------------- |
| Raymond Ferréol Lespinasse (1811-1899) | Tarn-et-Garonne | 8 février 1871                       | 7 mars 1876                           | Union des droites |
| André de Limairac (1806-1876)          | Tarn-et-Garonne | 8 février 1871                       | 7 mars 1876                           | Extrême droite    |
| Adrien Joseph Prax-Paris (1829-1909)   | Tarn-et-Garonne | 8 février 1871                       | 7 mars 1876                           | Appel au peuple   |

## Corps législatif (Second Empire)

### IVeLégislature(1869-1870)
| Nom                                  | Circonscription     | Date d'élection | Date de fin de mandat | Étiquette/Parti |
| ------------------------------------ | ------------------- | --------------- | --------------------- | --------------- |
| Louis Belmontet (1798-1879)          | 2e circonscription  | 23 mai 1869     | 4 septembre 1870      | Centre droit    |
| Adrien Joseph Prax-Paris (1829-1909) | 1re circonscription | 23 mai 1869     | 4 septembre 1870      | Centre droit    |

### IIIeLégislature(1863-1869)
| Nom                                  | Circonscription     | Date d'élection | Date de fin de mandat | Étiquette/Parti     |
| ------------------------------------ | ------------------- | --------------- | --------------------- | ------------------- |
| Louis Belmontet (1798-1879)          | 2e circonscription  | 1er juin 1863   | 28 avril 1869         | Majorité dynastique |
| Élie Janvier de La Motte (1798-1869) | 1re circonscription | 1er juin 1863   | 28 avril 1869         | Majorité dynastique |

### IIeLégislature(1857-1863)
| Nom                                  | Circonscription     | Date d'élection | Date de fin de mandat | Étiquette/Parti     |
| ------------------------------------ | ------------------- | --------------- | --------------------- | ------------------- |
| Louis Belmontet (1798-1879)          | 2e circonscription  | 22 juin 1857    | 5 novembre 1863       | Majorité dynastique |
| Élie Janvier de La Motte (1798-1869) | 1re circonscription | 22 juin 1857    | 5 novembre 1863       | Majorité dynastique |

### IreLégislature(1852-1857)
| Nom                                  | Circonscription     | Date d'élection | Date de fin de mandat | Étiquette/Parti     |
| ------------------------------------ | ------------------- | --------------- | --------------------- | ------------------- |
| Louis Belmontet (1798-1879)          | 2e circonscription  | 29 février 1852 | 28 novembre 1857      | Majorité dynastique |
| Élie Janvier de La Motte (1798-1869) | 1re circonscription | 29 février 1852 | 28 novembre 1857      | Majorité dynastique |

## IIeRépublique
Élections au suffrage universel masculin à partir de 1848

### Assemblée nationale constituante (1848-1849)
- Edmond de Cazalès
- Michel Delbrel
- Étienne Rous
- Léon de Maleville
- Hippolyte Detours
- Bertrand Faure-d'Ère

### Assemblée nationale législative (1849-1851)
- Edmond de Cazalès
- Michel Delbrel
- Eugène Janvier (1800-1852)
- Hippolyte Detours
- François Constans-Tournier

## Chambre des députés (Monarchie de Juillet)

### VIIeLégislature(1846-1848)
| Nom                                                | Circonscription             | Date d'élection | Date de fin de mandat | Étiquette/Parti        |
| -------------------------------------------------- | --------------------------- | --------------- | --------------------- | ---------------------- |
| Jean-Pierre Catherine Eulalie Bourjade (1795-1870) | 3e collège (Castelsarrasin) | 1er août 1846   | 24 février 1848       | Majorité conservatrice |
| Raymond Duprat (1782-1861)                         | 4e collège (Moissac)        | 1er août 1846   | 24 février 1848       | Majorité conservatrice |
| Eugène Janvier (1800-1852)                         | 1er collège (Montauban)     | 1er août 1846   | 24 février 1848       | Majorité ministérielle |
| Léon de Maleville (1803-1879)                      | 2e collège (Caussade)       | 1er août 1846   | 24 février 1848       | Opposition libérale    |

### VIeLégislature(1842-1846)
| Nom                                                | Circonscription             | Date d'élection | Date de fin de mandat | Étiquette/Parti        |
| -------------------------------------------------- | --------------------------- | --------------- | --------------------- | ---------------------- |
| Jean-Pierre Catherine Eulalie Bourjade (1795-1870) | 3e collège (Castelsarrasin) | 6 juin 1846     | 6 juillet 1846        | Majorité conservatrice |
| Raymond Duprat (1782-1861)                         | 4e collège (Moissac)        | 9 juillet 1842  | 6 juillet 1846        | Majorité conservatrice |
| Émile de Girardin (1802-1881)                      | 3e collège (Castelsarrasin) | 9 juillet 1842  | 30 mai 1846           |                        |
| Eugène Janvier (1800-1852)                         | 1er collège (Montauban)     | 9 juillet 1842  | 6 juillet 1846        | Majorité ministérielle |
| Léon de Maleville (1803-1879)                      | 2e collège (Caussade)       | 9 juillet 1842  | 6 juillet 1846        | Opposition libérale    |

### VeLégislature(1839-1842)
| Nom                              | Circonscription             | Date d'élection | Date de fin de mandat | Étiquette/Parti        |
| -------------------------------- | --------------------------- | --------------- | --------------------- | ---------------------- |
| Raymond Duprat (1782-1861)       | 4e collège (Moissac)        | 2 mars 1839     | 12 décembre 1842      | Majorité conservatrice |
| Bertrand Faure-d'Ère (1787-1852) | 3e collège (Castelsarrasin) | 2 mars 1839     | 12 décembre 1842      | Tiers-parti            |
| Eugène Janvier (1800-1852)       | 1er collège (Montauban)     | 2 mars 1839     | 12 décembre 1842      | Majorité ministérielle |
| Léon de Maleville (1803-1879)    | 2e collège (Caussade)       | 2 mars 1839     | 12 décembre 1842      | Opposition libérale    |

### IVeLégislature(1837-1839)
| Nom                                          | Circonscription             | Date d'élection | Date de fin de mandat | Étiquette/Parti        |
| -------------------------------------------- | --------------------------- | --------------- | --------------------- | ---------------------- |
| Raymond Duprat (1782-1861)                   | 4e collège (Moissac)        | 4 novembre 1837 | 2 février 1839        | Majorité conservatrice |
| Eugène Janvier (1800-1852)                   | 1er collège (Montauban)     | 4 novembre 1837 | 2 février 1839        | Majorité ministérielle |
| Léon de Maleville (1803-1879)                | 2e collège (Caussade)       | 4 novembre 1837 | 2 février 1839        | Centre gauche          |
| Charles Marie Philibert de Saget (1776-1857) | 3e collège (Castelsarrasin) | 4 novembre 1837 | 2 février 1839        | Droite                 |

### IIIeLégislature(1834-1837)
| Nom                              | Circonscription             | Date d'élection | Date de fin de mandat | Étiquette/Parti        |
| -------------------------------- | --------------------------- | --------------- | --------------------- | ---------------------- |
| Raymond Duprat (1782-1861)       | 4e collège (Moissac)        | 21 juin 1834    | 3 octobre 1837        | Majorité conservatrice |
| Bertrand Faure-d'Ère (1787-1852) | 3e collège (Castelsarrasin) | 21 juin 1834    | 3 octobre 1837        | Tiers-parti            |
| Eugène Janvier (1800-1852)       | 1er collège (Montauban)     | 21 juin 1834    | 3 octobre 1837        | Majorité ministérielle |
| Léon de Maleville (1803-1879)    | 2e collège (Caussade)       | 21 juin 1834    | 3 octobre 1837        | Centre gauche          |

### IIeLégislature(1831-1834)
- Pierre Boudet (homme politique, 1799-1844)
- Antoine Debia
- Bertrand Faure-d'Ère
- Raymond Duprat
- François Poux

### IreLégislature(1830-1831)
- André Étienne Justin Pascal Joseph François d'Audebert de Férussac
- Léonce d'Escayrac-Lauture
- Jacques-Henri-Gabriel de Bellissen
- François de Preissac
- Antoine de Beauquesne (1766-1838)

## Chambre des députés des départements (2eRestauration)

### Irelégislature(1815–1816)
- François Pierre Bertrand Nompar de Caumont
- Jacques Antoine Delbreil de Scorbiac
- François Domingon-Bronsac

### IIelégislature(1816-1823)
- Jacques-Henri-Gabriel de Bellissen
- François de Preissac
- Armand de Gourgue
- François Pierre Bertrand Nompar de Caumont
- Pierre-Joseph Vialètes de Mortarieu
- Pierre-Barthélémy Portal d'Albarèdes
- Jacques Antoine Delbreil de Scorbiac

### IIIelégislature(1824-1827)
- Jacques-Henri-Gabriel de Bellissen
- François de Preissac
- Armand de Gourgue
- François Pierre Bertrand Nompar de Caumont

### IVelégislature(1828-1830)
- Léonce d'Escayrac-Lauture
- Jacques-Henri-Gabriel de Bellissen
- François de Preissac
- Antoine de Beauquesne (1766-1838)

### Velégislature(23 juin 1830-28 juillet 1830)
| Nom                                        | Circonscription             | Date d'élection | Date de fin de mandat | Étiquette/Parti        |
| ------------------------------------------ | --------------------------- | --------------- | --------------------- | ---------------------- |
| Antoine de Beauquesne (1766-1838)          | 4e collège (Moissac)        | 23 juin 1830    | 28 juillet 1830       | Majorité conservatrice |
| François de Preissac                       | 3e collège (Castelsarrasin) | 23 juin 1830    | 28 juillet 1830       |                        |
| Jacques-Henri-Gabriel de Bellissen         | 1er collège (Montauban)     | 23 juin 1830    | 28 juillet 1830       |                        |
| Pierre Boudet (homme politique, 1799-1844) | 2e collège (Caussade)       | 23 juin 1830    | 28 novembre 1834      | gauche                 |

## Chambre des représentants (Cent-Jours)
- François Marie Cyprien Teullé
- Jean Joseph Gay
- Pierre Delbrel
- Jean-Isaac Combes-Dounous
- François Bessières

## Chambre des députés des départements (1reRestauration)
- Pierre-Joseph Vialètes de Mortarieu

## Corps législatif(1800-1814)
- Pierre-Joseph Vialètes de Mortarieu
- Louis-Joseph Nompar de Caumont

Département créé en 1808